# Eugène de Bavière
Le prince Eugène de Bavière (en allemand : Eugen Leopold Adelaide Thomas Maria Prinz von Bayern), né le 16 juillet 1925 et mort le 1er janvier 1997 est un membre de la maison royale bavaroise de Wittelsbach.

## Jeunesse
Eugène de Bavière, né à Munich en 1925, est le fils unique du prince Conrad de Bavière et de son épouse la princesse Marie-Bonne de Savoie-Gênes. Eugène a une sœur aînée : la princesse Amélie Isabelle de Bavière (1921-1985).

## Mariage
Le 16 novembre 1970, Eugène de Bavière épouse civilement à Munich et religieusement cinq jours plus tard à Innsbruck, en Autriche, Hélène comtesse de Khevenhüller-Metsch (née le 4 avril 1921 à Vienne et morte le 25 décembre 2017 à Bad Hindelang), fille du comte Franz de Khevenhüller-Metsch et de la princesse Anna de Fürstenberg. Hélène était auparavant mariée au prince Constantin de Bavière, qui avait perdu la vie dans un accident d'avion le 30 juillet 1969. Le couple n'a pas eu d'enfants, mais Hélène a eu une fille, Isabelle de Bavière, de son précédent mariage.

## Décès
Le prince Eugène de Bavière meurt le 1er janvier 1997 à Grasse dans les Alpes-Maritimes. Il est enterré au cimetière de l'Abbaye d'Andechs en Bavière.

## Honneurs
Eugène de Bavière est  :
- Commandeur de l'ordre de Saint-Georges de Bavière.
- Chevalier de l'ordre de Saint-Hubert (Bavière).
- Chevalier de l'ordre souverain de Malte.